# Песчаники (Гомельская область)
Песчаники (бел. Пяшчанікі) — деревня в Юркевичском сельсовете Житковичского района Гомельской области Белоруссии.
На востоке Житковичский ботанический заказник республиканского значения.

## География

### Расположение
В 14 км на северо-запад от районного центра и железнодорожной станции Житковичи (на линии Лунинец — Калинковичи), 243 км от Гомеля.

## Гидрография
На западе озеро Белое.

## Транспортная сеть
Транспортные связи по просёлочной, затем автомобильной дороге Лунинец — Калинковичи. Планировка состоит из почти прямолинейной меридиональной улицы, к центру которой с запада присоединяется короткая прямолинейная улица. Застройка деревянная, усадебного типа.

## История
Согласно письменным источникам известна с XIX века как застенок в Ленинской волости Мозырского уезда Минской губернии. В 1931 году жители вступили в колхоз. Во время Великой Отечественной войны в марте 1942 года немецкие оккупанты полностью сожгли деревню. 3 жителя погибли на фронтах. Согласно переписи 1959 года в составе совхоза «Люденевичи» (центр — деревня Люденевичи).
До 31 октября 2006 года в составе Люденевичского сельсовета.

## Население

### Численность
- 2004 год — 30 хозяйств, 53 жителя.

### Динамика
- 1897 год — 7 дворов, 35 жителей (согласно переписи).
- 1908 год — 10 дворов.
- 1940 год — 26 дворов, 108 жителей.
- 1959 год — 134 жителя (согласно переписи).
- 2004 год — 30 хозяйств, 53 жителя.